# 第一代曼斯菲尔德伯爵威廉·默里
第一代曼斯菲尔德伯爵威廉·默里（英語：William Murray, 1st Earl of Mansfield，1705年3月2日—1793年3月20日），英国政治家、法学家。

## 生平
1705年，出生于苏格兰珀斯的贵族家庭。
1730年，毕业于林肯律师学院。
1742年，为英格蘭及威爾斯副檢察長。
1754年，为英格蘭及威爾斯檢察總長。
1756年，为英格兰及威尔士首席法官，封男爵。
1776年，升伯爵。
1793年，去世。